# Der Selbstmörder (Manet)

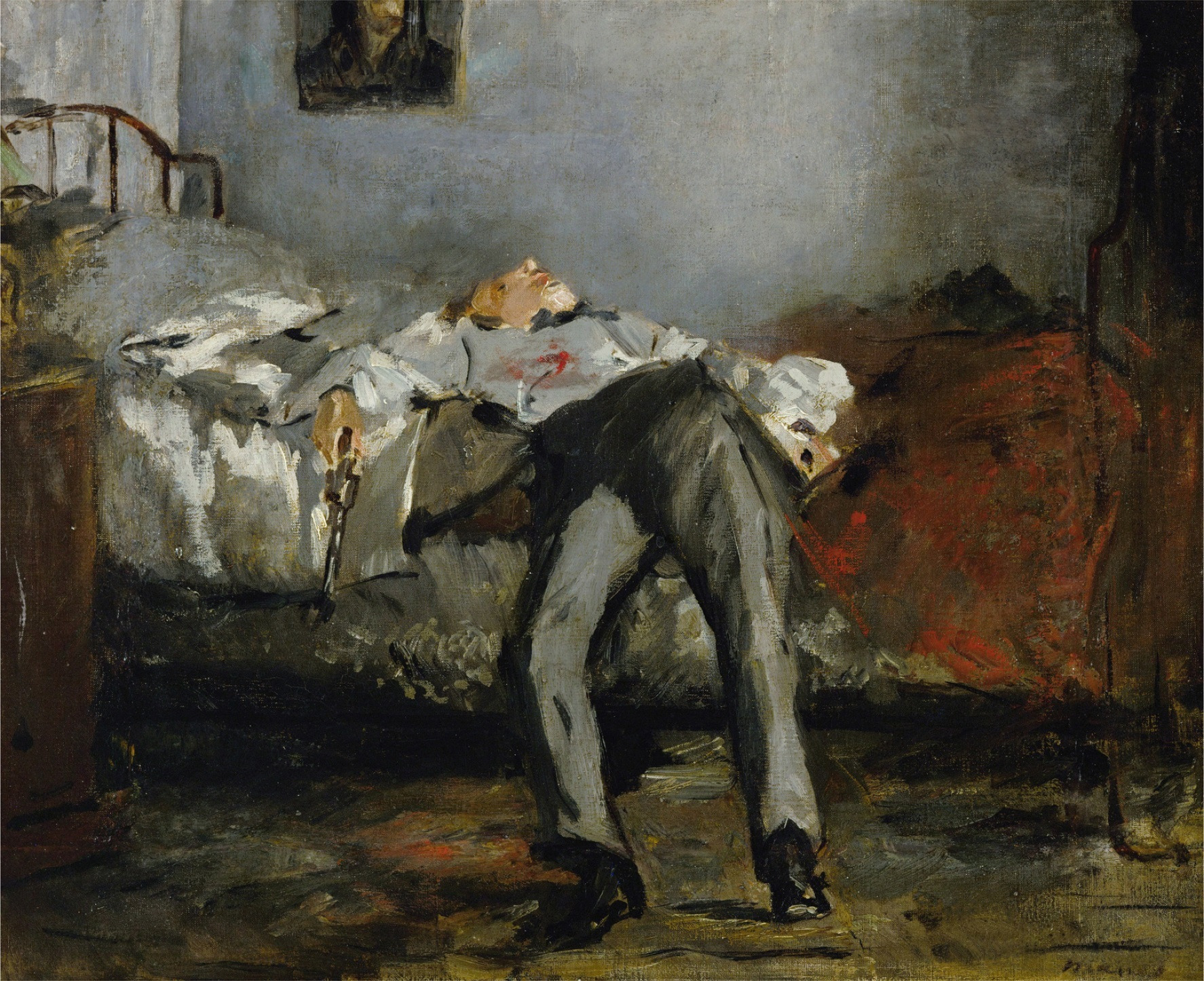
Der Selbstmörder
Édouard Manet, zwischen 1877 und 1881
38 × 46 cm
Öl auf Leinwand
Stiftung Sammlung E. G. Bührle im Kunsthaus Zürich, Zürich

Der Selbstmörder (französisch Le Suicidé) ist der Titel eines Gemäldes von Édouard Manet. Das 38 cm hohe und 46 cm breite Bild schuf der Künstler zwischen 1877 und 1881 in Öl auf Leinwand. Die Interieurszene zeigt einen toten Mann, der nach seinem Suizid mit blutverschmiertem Hemd und Revolver in der Hand auf einem Bett liegt. Das Gemälde gehört der Stiftung Sammlung E. G. Bührle und befindet sich als Dauerleihgabe im Kunsthaus Zürich. Bekanntheit erlangte das Bild 2016 durch den Spielfilm Frantz von François Ozon, wo es als Teil der Sammlung des Pariser Louvre zu sehen ist, obschon es dort nie ausgestellt war.

## Bildbeschreibung
Das Gemälde zeigt einen Innenraum. Zu sehen ist die Ecke eines Schlafzimmers mit einem Bett, auf dem der titelgebende Selbstmörder liegt. Das vor einer Rückwand stehende Bett reicht vom linken bis zum rechten Bildrand. Das Kopfteil mit seinen senkrechten Metallstäben und dem geschwungenen oberen Abschluss grenzt an die links zu sehende Seitenwand. Die vordere linke Bettecke wird vom Bildrand abgeschnitten. Vor dem Bett steht links ein ebenfalls vom Seitenrand beschnittener Nachttisch aus braunem Holz. Die Metallstäbe am Fußende des Bettes sind nur durch wenige flüchtige Pinselstriche angedeutet. Am Kopfende des Bettes ist weiße Bettwäsche zu sehen, am Fußende liegt eine braunrote Decke. Über dem Bett hängt an der Rückwand ein büstenhaftes Bildnis, das vom oberen Gemälderand abgeschnitten wird. Hierbei könnte es sich um das Porträt eines Mönchs mit Kapuze handeln, wie der Autor George Mauner vermutet, aber auch andere Personendarstellungen sind möglich.
Der Selbstmörder liegt quer in der Bettmitte auf dem Rücken, während seine Beine nach vorn aus dem Bett herab hängen und die schwarzen Lackschuhe den Holzfußboden berühren. Sein zur Rückwand reichender Oberkörper ist leicht zum Kopfende gedreht. Während die linke Hand dicht am Körper liegt, befindet sich die rechte Hand etwas entfernt an der Bettkante. In der leicht nach unten geneigten Hand liegt ein Revolver, dessen langer Lauf zum Fußboden zeigt. Durch die verkürzte Darstellung des nach hinten gefallenen Kopfes ist sein Gesicht nur vage zu erahnen. Eine helle Haut und bräunliche Haare sind zu erkennen, eine spitz wirkende Nase und möglicherweise ein Schnurrbart könnten angedeutet oder dem Blickwinkel geschuldet sein. Der Mann trägt eine elegante Garderobe, zu der nur die Jacke fehlt. Zu seiner Kleidung gehören eine graue Hose, ein weißes langärmliges Hemd und ein schwarzer Querbinder. Das weiße Hemd ist im Brustbereich mit Blut befleckt, das aus einer Einschussstelle herauszutreten scheint. Auffallend ist der Gegensatz zwischen der eleganten Kleidung des Dargestellten und dem „schäbigen Innenraum“. Für den Kunsthistoriker Gotthard Jedlicka weist diese „trostlose Umgebung“ auf ein „chambre meublée“ – ein möbliertes Zimmer – hin.
Das Gemälde zeichnet sich durch eine geringe Farbigkeit aus. Neben Weiß und Schwarz finden sich überwiegend Grau- und Brauntöne, aus denen das Rot des Blutes besonders hervor sticht. Rote Tupfer finden sich zudem auf der Decke am Fußende des Bettes und auf dem Fußboden. Das Licht fällt von oben auf die Szenerie, möglicherweise durch ein Fenster außerhalb des Bildes. Die Malweise wird von Gotthard Jedlicka als „fiebriges Stakkato“ bezeichnet, Ina Conzen sieht eine „hastige Pinselschrift“. Das Bild ist nicht datiert. Unten rechts in der Ecke findet sich die Signatur „Manet“.

## Zur Entstehung des Bildes
Die genauen Hintergründe zur Entstehung des Gemäldes sind nicht bekannt. Manet stiftete das Bild 1881 zu einer Benefizversteigerung zugunsten des schwer erkrankten Freundes Ernest Cabaner. Ob Manet das Bild zu diesem Anlass schuf, oder es bereits zuvor gemalt hatte, ist unbekannt. Einige Kunsthistoriker datieren das Bild auf das Jahr der Versteigerung 1881. Daneben findet sich bei anderen Manet-Experten das Entstehungsjahr 1877, möglicherweise aus stilistischen Gründen.
Verschiedene Autoren wiesen im Zusammenhang mit Manets Gemälde Der Selbstmörder auf zwei reale Suizide im Umfeld des Malers hin, die sich jedoch bereits viele Jahre früher ereignet hatten. So fand Manet 1859 oder 1860 seinen jugendlichen Gehilfen Alexandre erhängt im Atelier. Vorher hatte es eine Auseinandersetzung zwischen den beiden gegeben. Manet bezog nach dem Suizid seines Gehilfen ein neues Atelier. Charles Baudelaire thematisierte diesen Freitod in seinem Gedicht La Corde, das er Manet widmete. Die Unterschiede zwischen diesem Suizid und der Darstellung im Bild Der Selbstmörder sind offensichtlich: Im realen Leben erhängte sich ein Junge im Atelier, im Gemälde ist ein durch eine Schusswaffe getöteter Mann in einem Schlafzimmer zu sehen.

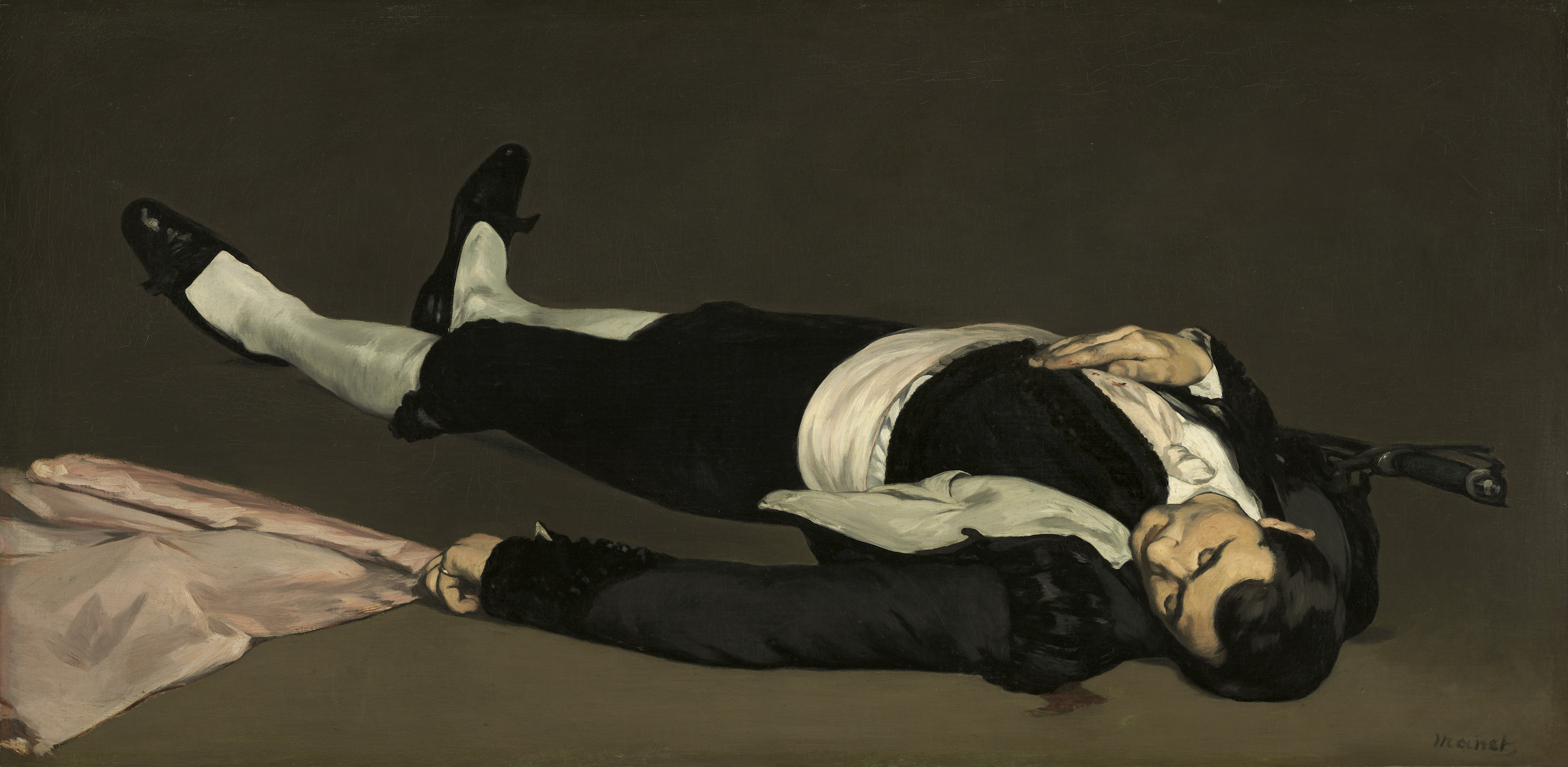
Édouard Manet: Der tote Torero, 1866

Der zweite Suizid ist der des jungen Malers Jules Holzapffel. Er hatte sich am 12. April 1866 in seiner Wohnung erschossen, nachdem seine Werke beim jährlichen Salon de Paris abgelehnt worden waren. Sein Tod bewegte die Öffentlichkeit und in der Zeitschrift L’Evinement nahm hierzu Émile Zola Stellung. In seinem Artikel Un Suicide beschrieb er den Tod des Malers und griff das Jury-System des Salons an. Manet, der mit Zola befreundet war, hatte selbst wiederholt Ablehnungen durch die Salon-Jury erfahren. Der Autor Beth Archer Brombert hält daher eine zeitliche Nähe zwischen Holzapffels Suizid und der Entstehung der Gemäldes Der Selbstmörder für wahrscheinlich. Diese zeitliche Einordnung wird jedoch von anderen Autoren nicht geteilt. Vor allem stilistische Unterschiede zu weiteren um 1866 gemalten Bildern verdeutlichen dies. Beispielsweise fehlt im thematisch verwandten Gemälde Der tote Torero (National Gallery of Art, Washington, D.C.) von 1866 eine lebhafte Pinselführung, wie sie im Bild Der Selbstmörder zu sehen ist. Der Kunsthistoriker Theodore Reff wies darauf hin, dass, im Gegensatz zu den Beschreibungen in Zolas Artikel, in Manets Gemälde Der Selbstmörder weder ein Atelier dargestellt ist, noch der Mann auf dem Bett als Maler erkennbar sei.
Der Bildtitel gibt über die Identität des Selbstmörders keine Auskunft und aus der gezeigten Szenerie erfährt der Betrachter wenig über die möglichen Hintergründe, die zum Suizid geführt haben. Eugenia Querci nimmt an, ein kürzliches tragisches Ereignis habe Manet als Inspiration für das Gemälde gedient. Zwar gibt es für diese Annahme keinen Beleg, aber auch auf Gotthard Jedlicka wirkt das Bild „wie eine geniale Illustration zu einer Zeitungsnotiz“. Theodore Reff vermutet hinter dem Suizid ein persönliches Motiv des Dargestellten, wie etwa emotionale oder finanzielle Probleme. Linda Nochlin nimmt Spielschulden als Grund an. Die Kleidung des Selbstmörders wäre für ein Spielcasino angemessen gewesen und solche Ehrenschulden und möglicherweise damit verbundener finanzieller Ruin könnten ein nachvollziehbares Motiv gewesen sein. Für Ina Conzen thematisiert Manet in diesem Bild „das Zugrundegehen in der Großstadt“ und für Georges Bataille stellt dieses Werk noch abstrakter den „Wunsch nach Verneinung“ dar.

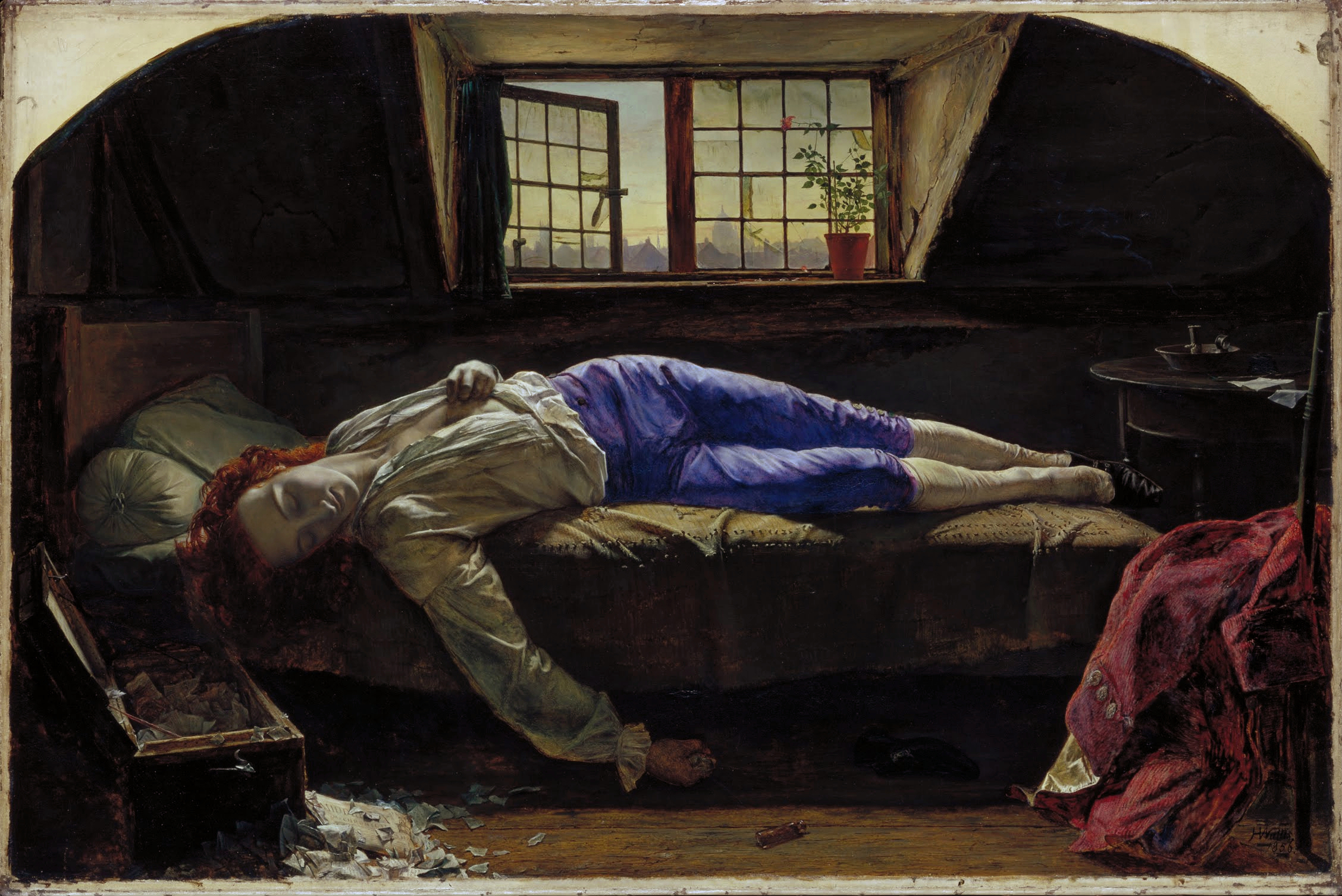
Henry Wallis: Der Tod von Thomas Chatterton, 1856

Schon vor Manet beschäftigten sich Schriftsteller und Maler in vielfacher Weise mit dem Suizid. Bereits 1774 erschien der Roman Die Leiden des jungen Werthers von Johann Wolfgang von Goethe, und 1873 wurde der Roman Die Dämonen von Fjodor Michailowitsch Dostojewski veröffentlicht. Auch bei Manets Freund Baudelaire findet sich das Thema mehrfach. In der Malerei ist das 1856 entstandene Bild Der Tod von Thomas Chatterton (Tate Britain, London) von Henry Wallis eines der bekanntesten Selbstmordmotive. Der hierin dargestellte junge Dichter Chatterton ist zwar durch Gift ums Leben gekommen, aber die auf dem Bett ausgestreckte Leiche und der nach vorn herabhängende Arm zeigen eine gewisse Ähnlichkeit zu Manets Gemälde Der Selbstmörder. Es ist jedoch nicht klar, ob Manet das Bild kannte.
In seinen eigenen Werken hatte sich Manet vor allem in den 1860er Jahren wiederholt mit dem Thema Tod auseinandergesetzt. Neben Der tote Torero von 1866 gehören hierzu zwei Christusdarstellungen von 1864–1866 (Metropolitan Museum of Art, New York und Art Institute of Chicago) und die verschiedenen Versionen des Motivs Die Erschießung Kaiser Maximilians von Mexiko (Hauptfassung Kunsthalle Mannheim) von 1868–69. Zudem schuf Manet in den letzten Lebensjahren eine Reihe von Stillleben, bei denen das Motiv Toter Uhu (Stiftung Sammlung E. G. Bührle, Zürich) von 1881 die Todesthematik besonders deutlich verkörpert.

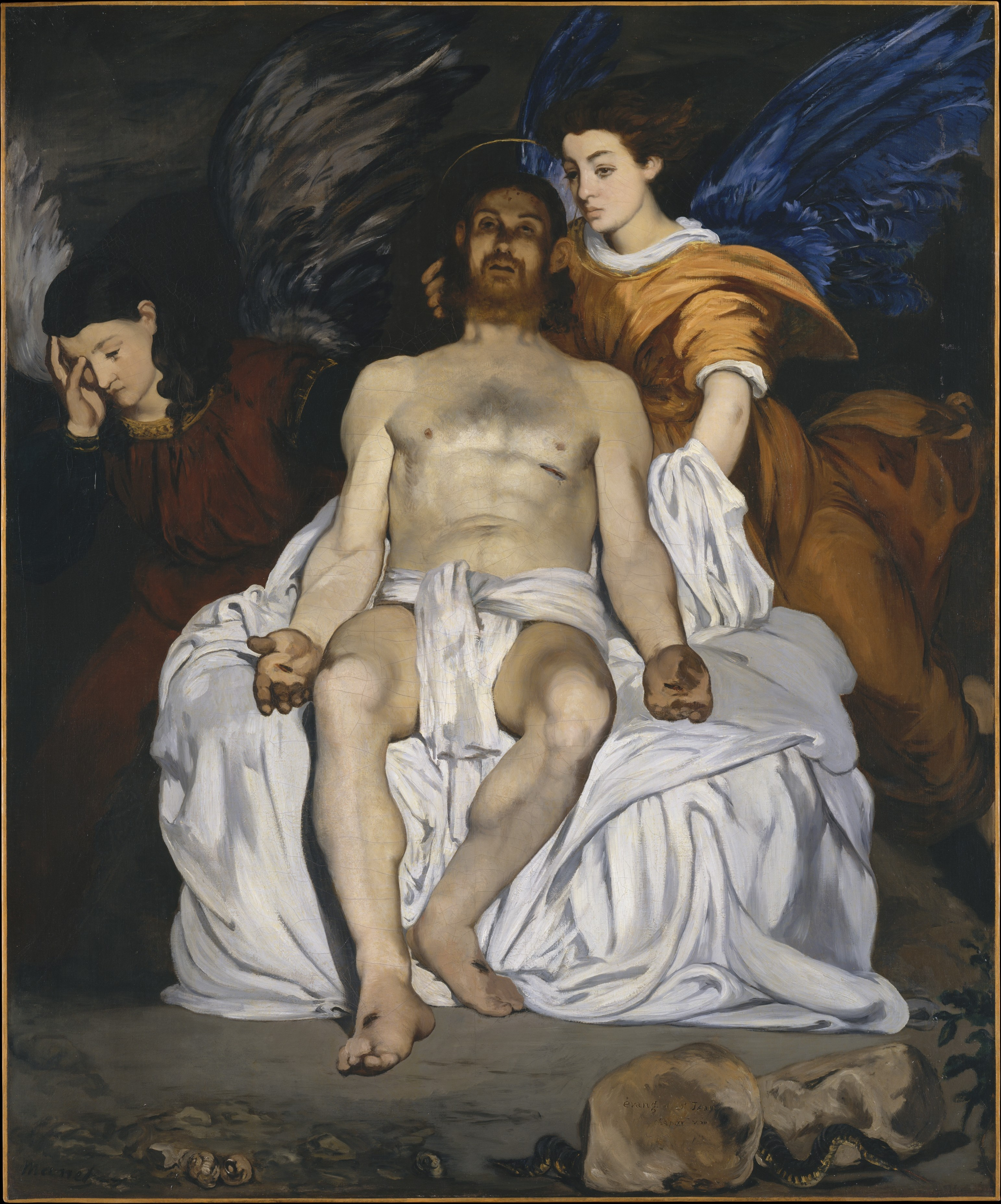
Édouard Manet: Christus von Engeln betrauert 1864
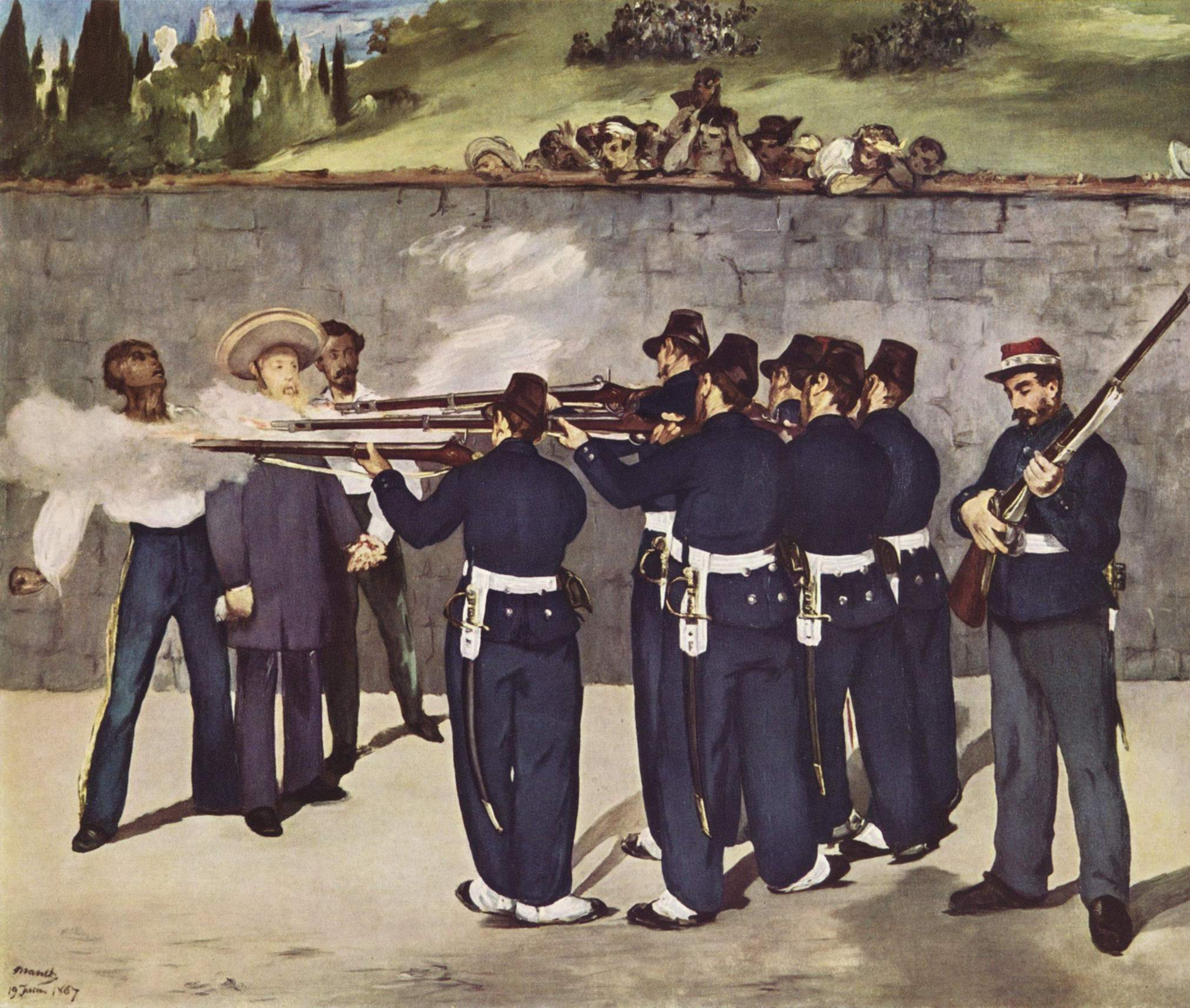
Édouard Manet: Die Erschießung Kaiser Maximilians von Mexiko 1868–69
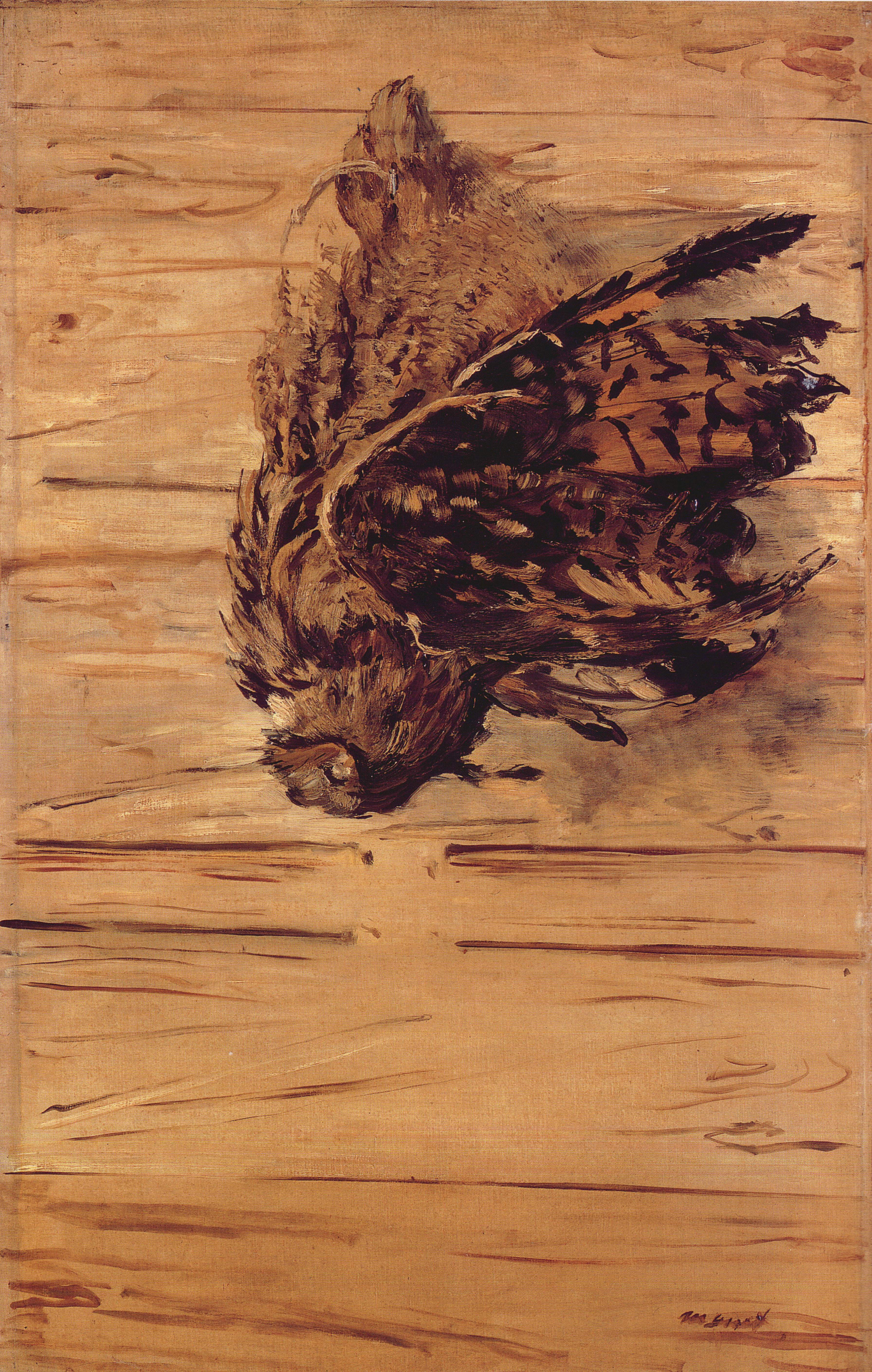
Édouard Manet: Toter Uhu 1881

## Rezeption
Manets Gemälde Der Selbstmörder hatte auf seine Zeitgenossen oder nachfolgende Malergenerationen kaum einen Einfluss. 2011 schuf der Künstler Yinka Shonibare nach Manets Vorbild die Fotoarbeit Fake Death Picture (The Suicide - Manet). Hierzu hatte der Künstler die Raumsituation aus Manets Bild nachgestellt und den Selbstmörder in gleicher Körperposition auf dem Bett drapiert. Auffälliger Unterschied zwischen Manets Gemälde und der neuzeitlichen Adaption ist die farbenfrohe Aufmachung des Selbstmörders bei Shonibare. Sein durch eine Pistole getöteter Mann erscheint als Barockfigur mit Kniebundhose, Schnallenschuhen und weißer Perücke. Neben orangefarbenen Strümpfen fällt vor allem die Kleidung des Mannes auf, deren Schnitt sich an europäische Mode des 18. Jahrhunderts orientiert, dessen ornamentreiche Stoffmuster hingegen auf afrikanische Vorbilder zurückgehen.
Der Schriftsteller Enrico Danieli beschrieb in seinem 2010 erschienenen Werk Splitter II einen Besuch im „Bührle Museum“ (gemeint ist das Haus der Stiftung Sammlung E. G. Bührle in Zürich), in denen ein Gast der Sammlung vergeblich das Gemälde Der Selbstmörder sucht. Da dem Besucher auf Nachfrage mitgeteilt wird „er sei auf Reisen“, ergibt sich ein Wortspiel, bei dem unklar bleibt, ob der Maler Manet oder das Bild Der Selbstmörder gemeint ist.
Weiterhin spielt Manets Der Selbstmörder eine wichtige Rolle in François Ozons Film Frantz aus dem Jahr 2016. Der Film ist in der Zeit nach dem Ersten Weltkrieg angesiedelt und zeigt verschiedene junge Menschen, die sich auf unterschiedliche Weise mit dem Tod auseinandersetzen. Am Ende des Films erklärt die Hauptdarstellerin, Manets Gemälde Der Selbstmörder sei ihr Lieblingsbild. Die Szene spielt im Pariser Louvre, obwohl das Gemälde in der Realität nicht zur Sammlung gehört und dort nie gezeigt wurde.

## Provenienz

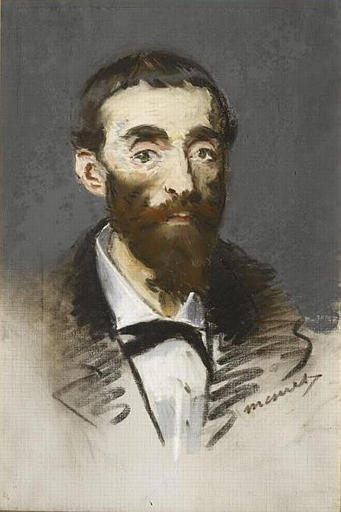
Édouard Manet: Bildnis Ernest Cabaner, 1880

Am 11. Mai 1881 fand im Pariser Auktionshaus Hôtel Drouot eine Versteigerung zugunsten des schwer erkrankten Musikers Ernest Cabaner statt, die der Maler Franc-Lamy organisiert hatte, um die medizinische Versorgung seines Freundes zu finanzieren. Édouard Manet war ebenfalls mit Cabaner bekannt und hatte 1880 ein Pastellbildnis von ihm geschaffen. Zur Auktion, zu der Maler wie Edgar Degas oder Jean Béraud Werke beisteuerten, stiftete Manet das Bild Der Selbstmörder. Was Manet dazu bewogen hat, zugunsten eines Schwerkranken – Cabaner starb am 3. August 1881 – ein Bild eines Toten zu stiften, ist unbekannt. Es wurde als Nr. 22 der Auktion aufgerufen und erzielte einen Preis von 65 Franc. Danach gelangte es in den Besitz des Kunsthändlers Paul Durand-Ruel, der das Gemälde an den Margarinefabrikanten Auguste Pellerin weiterverkaufte. Pellerin besaß eine Sammlung mit mehreren bedeutenden Werken Manets, die 1910 von einem Konsortium, bestehend aus den Pariser Galerien Durand-Ruel und Bernheim-Jeune sowie der Berliner Galerie von Paul Cassirer, international angeboten wurden. Noch im selben Jahr erwarb der ungarische Zuckerfabrikant Ferenc von Hatvany das Gemälde Der Selbstmörder.
Von Hatvany hatte eine bedeutende Sammlung mit Werken französischer und ungarischer Maler aufgebaut und malte in seiner Freizeit selbst. Im Verlauf des Zweiten Weltkriegs sah er sich als Jude gezwungen, in einem Versteck zu leben. Um seine Kunstsammlung zu sichern, deponierte er wichtige Werke in Schließfächern bei verschiedenen Budapester Banken. Zum Ende des Krieges wurden die Bankdepots geplündert und Teile der Sammlung tauchten auf dem Schwarzmarkt auf. Hatvany gelang es anschließend einige Werke zum Stückpreis von 10.000 Forint zurückzukaufen, darunter auch Manets Der Selbstmörder. Als Hatvany 1947 nach Frankreich emigrierte, konnte er keine Kunstwerke seiner Sammlung mitnehmen. Im Juni 1947 gelang es Claire Spiess, der geschiedenen Frau seines Neffen, sechs oder sieben Werke der Sammlung Hatvany nach Paris zu überführen. Hierunter befand sich auch Manets Der Selbstmörder, der als kleinformatiges Werk leicht zu transportieren war.
Hatvany verkaufte 1948 Manets Der Selbstmörder für 29.000 Schweizer Franken an die Galerie Fritz Nathan in Zürich. Noch im selben Jahr erwarb der Zürcher Industrielle Emil Georg Bührle das Gemälde für seine umfangreiche Kunstsammlung, deren Schwerpunkt bei französischer Kunst des ausgehenden 19. Jahrhunderts lag. Nach dem Tod des Sammlers 1956 verblieb das Bild zunächst im Besitz der Familie Bührle. Diese überführte das Gemälde Der Selbstmörder und sieben weitere Werke Manets zusammen mit einem Großteil der Sammlung des Verstorbenen in die Stiftung Sammlung E. G. Bührle, welche seit 1960 museal präsentiert wird. Seit 2021 wird die Sammlung Bührle als Dauerleihgabe im Kunsthaus Zürich gezeigt.